# Crotalaria spartea
Crotalaria spartea är en ärtväxtart som beskrevs av John Gilbert Baker. Crotalaria spartea ingår i släktet sunnhampor, och familjen ärtväxter. Inga underarter finns listade i Catalogue of Life.